# Otukpo
Otukpo is een Nigeriaanse stad en Local Government Area (LGA) in de staat Benue. De LGA telde in 2006 266.411 inwoners en in 2016 naar schatting 359.600 inwoners.
De stad is het centrum van het woongebied van de Idoma en in de stad staat het paleis van de Och'Idoma.
De stad ligt aan de autoweg A3.
De stad is de zetel van een rooms-katholiek bisdom.